# Diaxenes
Diaxenes is een geslacht van kevers uit de familie van de boktorren (Cerambycidae). De wetenschappelijke naam van het geslacht werd in 1884 gepubliceerd door Charles Owen Waterhouse.

## Soorten
- Diaxenes andamanicus Breuning, 1959
- Diaxenes dendrobii Gahan, 1894
- Diaxenes phalaenopsidis Fisher, 1937
- Diaxenes taylori Waterhouse, 1884